# Громово (станция, Куйбышевская железная дорога)
Гро́мово — бывшая железнодорожная станция Самарского региона Куйбышевской железной дороги на линии Сызрань — Сенная. В данное время является стыком[уточнить] Приволжской и Куйбышевской железных дорог (САИ ПС) и пассажирским пригородным остановочным пунктом. Станция Громово была разобрана в 2014 году.
Линия электрифицирована на переменном токе, грузовое и пассажирское движение обслуживается электровозами Приволжской дороги: серии ЭП1 приписки ТЧ Саратов и ВЛ80С, ВЛ80Т ТЧ Петров Вал и ТЧ им. М. Горького.
Ближайшие станции: Рябина и Возрождение.